# Giappone agli XI Giochi olimpici invernali
Il Giappone partecipò agli XI Giochi olimpici invernali, svoltisi a Sapporo, Giappone, dal 3 al 13 febbraio 1972, con una delegazione di 85 atleti impegnati in dieci discipline.

## Medagliere

### Per discipline
| Sport             | Oro | Argento | Bronzo | Totale |
| ----------------- | --- | ------- | ------ | ------ |
| Salto con gli sci | 1   | 1       | 1      | 3      |
| Totale            | 1   | 1       | 1      | 3      |

### Medaglie
| Medaglia | Atleta         | Sport             | Evento             |
| -------- | -------------- | ----------------- | ------------------ |
| Oro      | Yukio Kasaya   | Salto con gli sci | Trampolino normale |
| Argento  | Akitsugu Konno | Salto con gli sci | Trampolino normale |
| Bronzo   | Seiji Aochi    | Salto con gli sci | Trampolino normale |